# Kartuizerklooster San Martino

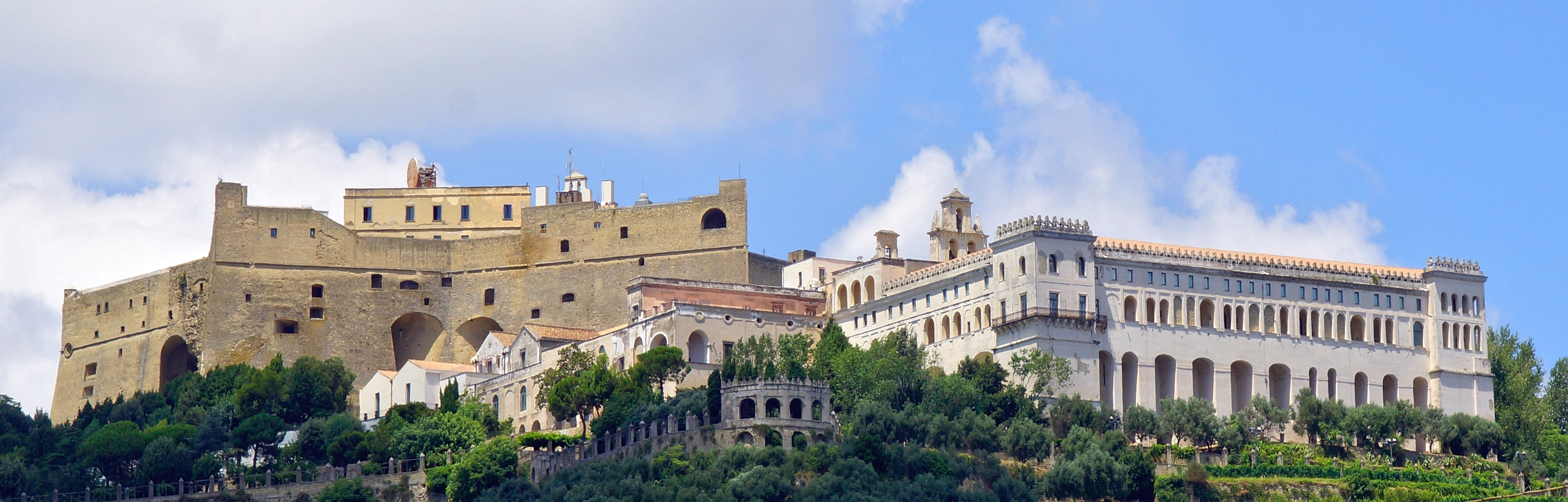
Napels. Links Castel Sant'Elmo en rechts voormalig Kartuizerklooster San Martino

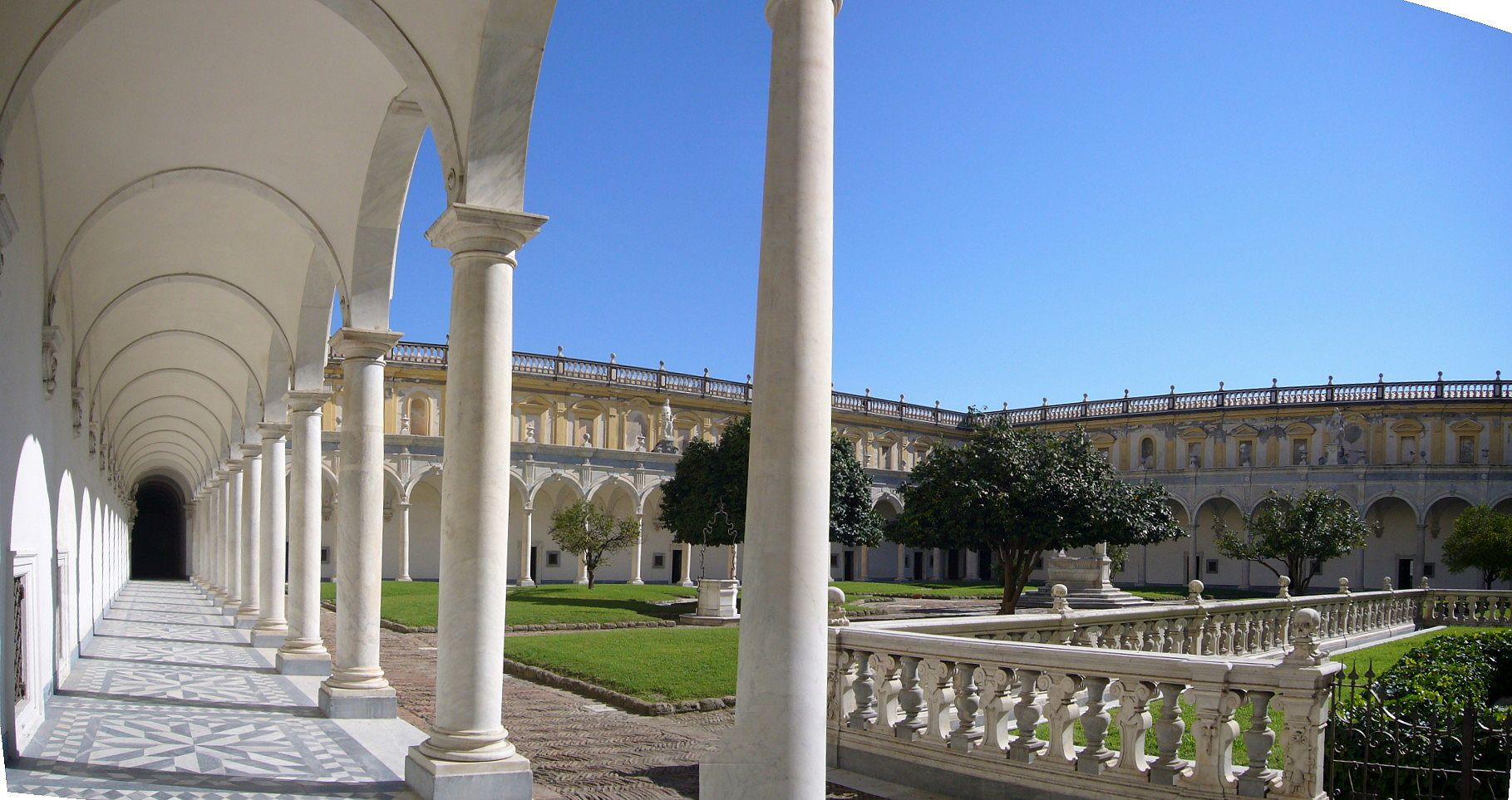
Groot Klooster of Chiostro Grande

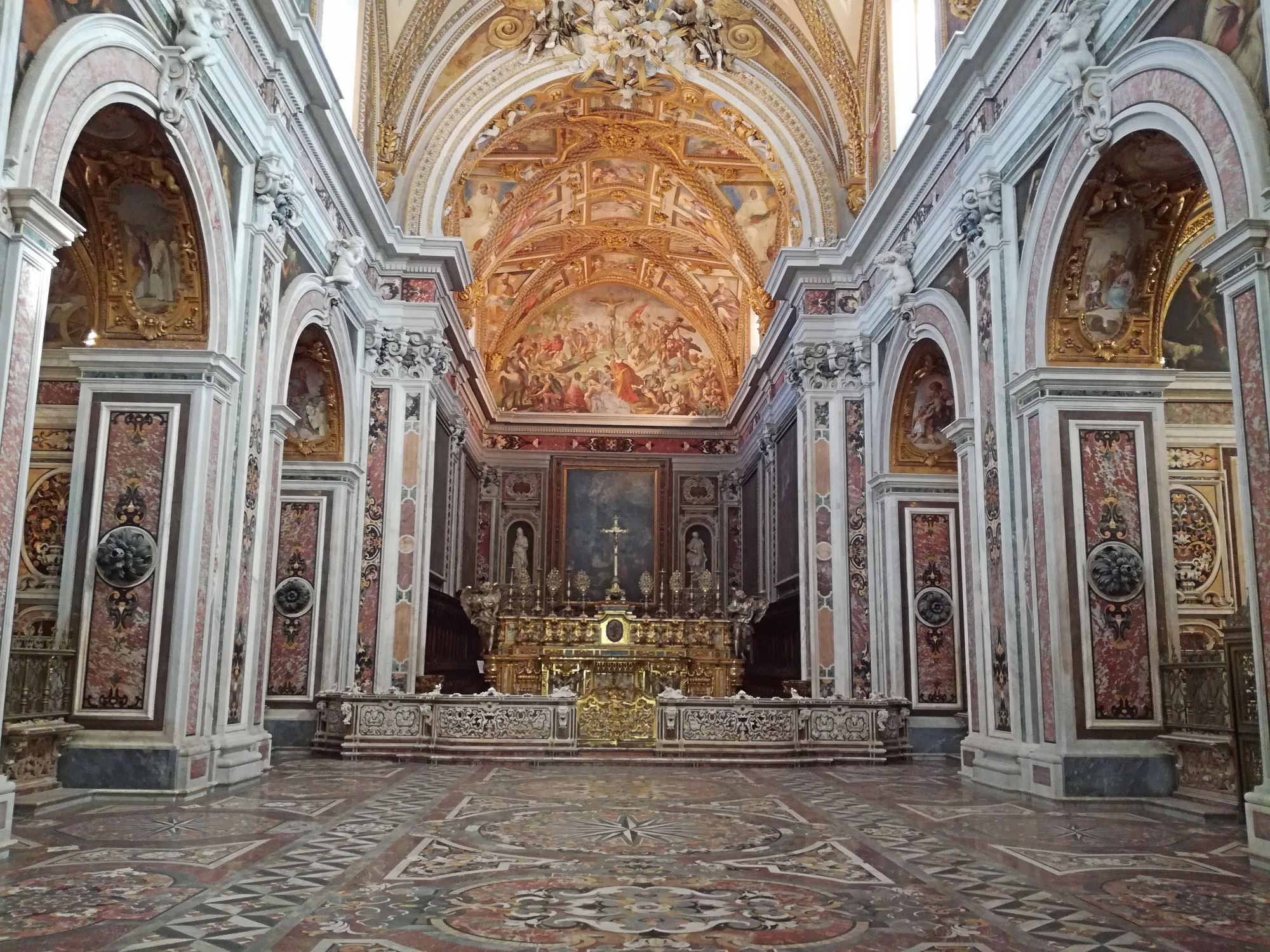
Kloosterkerk

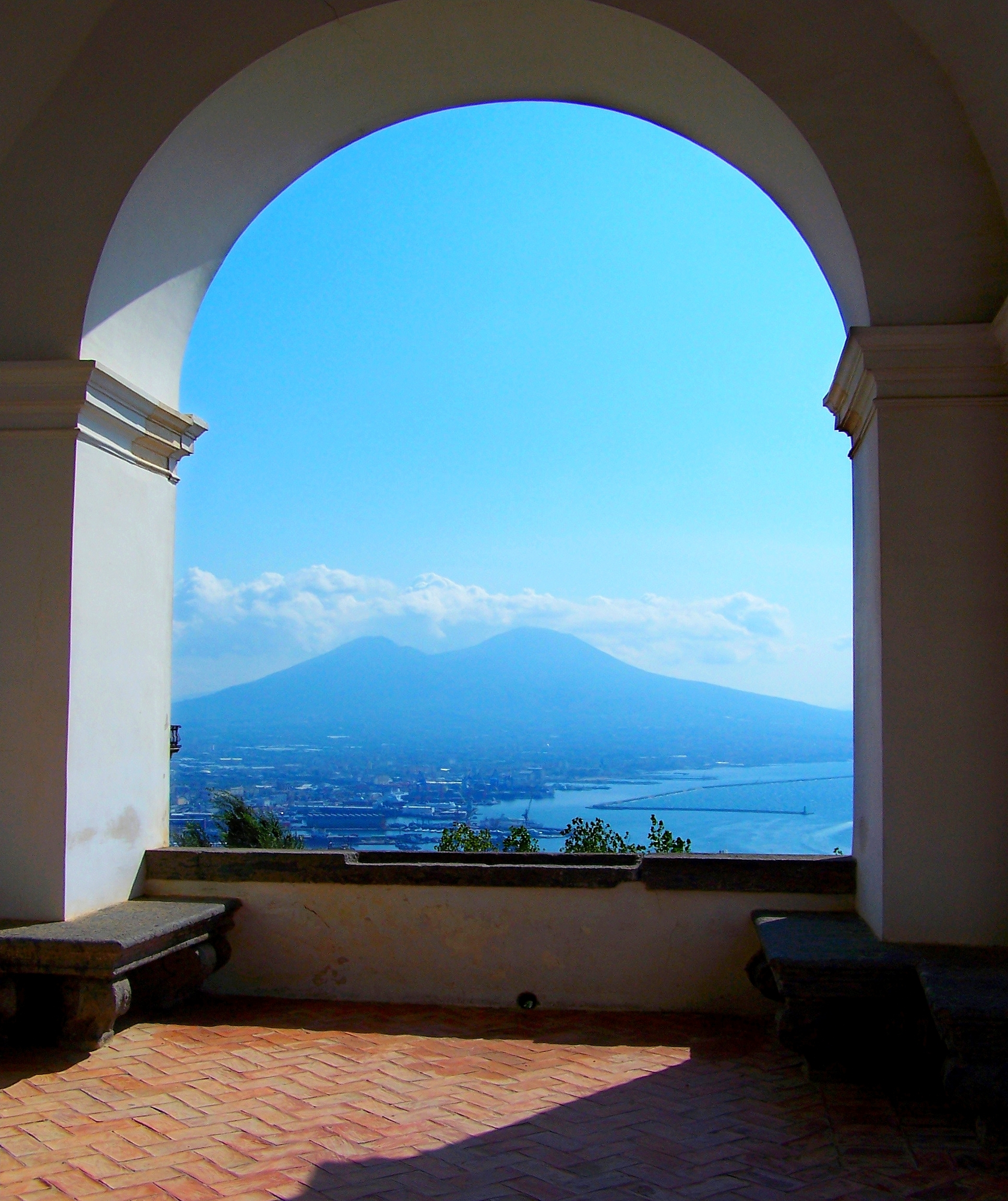
Zicht op de baai van Napels vanuit het convent

Het Kartuizerklooster San Martino (14e eeuw; herbouwd 16e en 17e eeuw), in het Italiaans Certosa di San Martino, was een convent in Napels, op de berg Vomero. Het is sinds 1867 een Nationaal Museum van Italië: het Museo Nazionale di San Martino. Vlak naast het Kartuizerconvent bevindt zich het kasteel Sant’Elmo. Zowel de San Martino als het Castel Sant’Elmo bepalen het silhouet van de berg Vomero.
Het klooster is toegewijd aan de heilige Martinus van Tours.

## Historiek

### Middeleeuwse versie
In 1325 stichtte hertog Karel van Calabrië, uit het Huis Anjou-Sicilië, het Kartuizerklooster in Napels. De architect Tino di Camaino, bekend aan het Hof van Anjou, was verantwoordelijk voor de plannen. Een klooster verrees  in gotische stijl. Camaino maakte gebruik van de restanten van een Middeleeuwse burcht, de Castello di Belforte, maar berekende tevens de constructie voor het nieuwe bouwwerk op de steile hellingen van de berg Vomero. Hertogin Johanna I van Napels, gravin van de Provence, kon de abdij plechtig inhuldigen (1368). De Kartuizers woonden er toen al.  

### 16e-eeuwse versie
Van 1589 tot 1609 werd het Kartuizerklooster uitgebouwd en verfraaid in barokstijl. De reden van de expansie was de belangrijke toename van monniken en een volledig nieuw concept van drinkwateraanvoer boven op de berg. De architect was Giovanni Antonio Dosi. Hij kreeg opdracht van prior Severo Turboli om het in diens ogen lelijke gotisch uitzicht weg te werken. Van het gotische klooster blijven enkel de keldergewelven over, alsook enkele gotische altaren in het Nationaal Museum. 

### 17e-eeuwse versie
Van 1623 tot 1656 werd het Kartuizerklooster verder uitgebouwd. Het was het werk van architect Cosimo Fanzago. Deze kreeg de opdracht aan de abdij het uitzicht van een paleiscomplex te geven, niettegenstaande de kloosterorde zich  toelegde op de armoede. Fanzago tekende onder meer voor een paleis voor de prior, een paleis voor de deken, de monumentale kloosterkerk en Chiostro Grande of Groot Klooster. De binnentuinen werden toegevoegd. In de kloosterkerk werd marmer gelegd, dat uit het buitenland werd ingevoerd. De hoeveelheid marmer uit het eigen koninkrijk Napels was immers ontoereikend om de verfijnde afwerkingen mogelijk te maken. Ook fresco’s in de kerk en de paleisgebouwen gaven het geheel een rijkelijk karakter. 
De laatste verfraaiingen zijn enkele Oriëntaalse salons in het paleis van de prior (18e eeuw).

### Frans bestuur en nadien
Met de revolutie ten tijde van de Parthenopeïsche Republiek (1799) werd het Kartuizerklooster geplunderd. Franse troepen hadden er een van hun kazernes gevestigd. De monniken waren gevlucht. Koning Ferdinand I der Beide Siciliën beschuldigde de Kartuizers er openlijk van mee te heulen met de Franse bezetter. In 1804 veranderde hij van mening en liet de Kartuizers terugkeren. 
Doch de Fransen keerden terug naar Napels, onder impuls van keizer Napoleon Bonaparte. In 1812 verjoeg Joachim Murat, koning van Napels en schoonbroer van Napoleon, de Kartuizers. Het werd een militair hospitaal voor gewonde Franse soldaten. Bij de terugkeer van koning Ferdinand I (1816) bleef dit verder een militair hospitaal voor het Napolitaanse leger.
Een kleine groep Kartuizers verbleef nog in het complex in de periode 1836-1866, waarna het einde volgde van een eeuwenlange aanwezigheid van Kartuizers in Napels. Een jaar later, in 1867, opende het Nationaal Museum San Martino de deuren. Napels behoorde toen tot het jonge koninkrijk Italië.
- Gemeinsame Normdatei: 3056139-5
- International Standard Name Identifier: 0000 0001 2205 0664
- Library of Congress Control Number: n80137758
- Nationale Bibliotheek van Tsjechië: ko2004238724
- Nationale Bibliotheek van Israël: 987007573080105171
- Système universitaire de documentation: 060850116
- Virtual International Authority File: 168699331